# Мариинская женская гимназия (Нижний Новгород)
Мариинская женская гимназия — памятник истории в центре Нижнего Новгорода. Построен в несколько этапов в период 1839—1901 годов. Авторы проектов — первый городской архитектор Нижнего Новгорода Г. И. Кизеветтер, академик Императорской Академии художеств Л. В. Даль и архитектор Е. А. Татаринов.
Историческое здание, расположенное по адресу улица Ильинская, дом № 65, сегодня — объект культурного наследия Российской Федерации.

## История

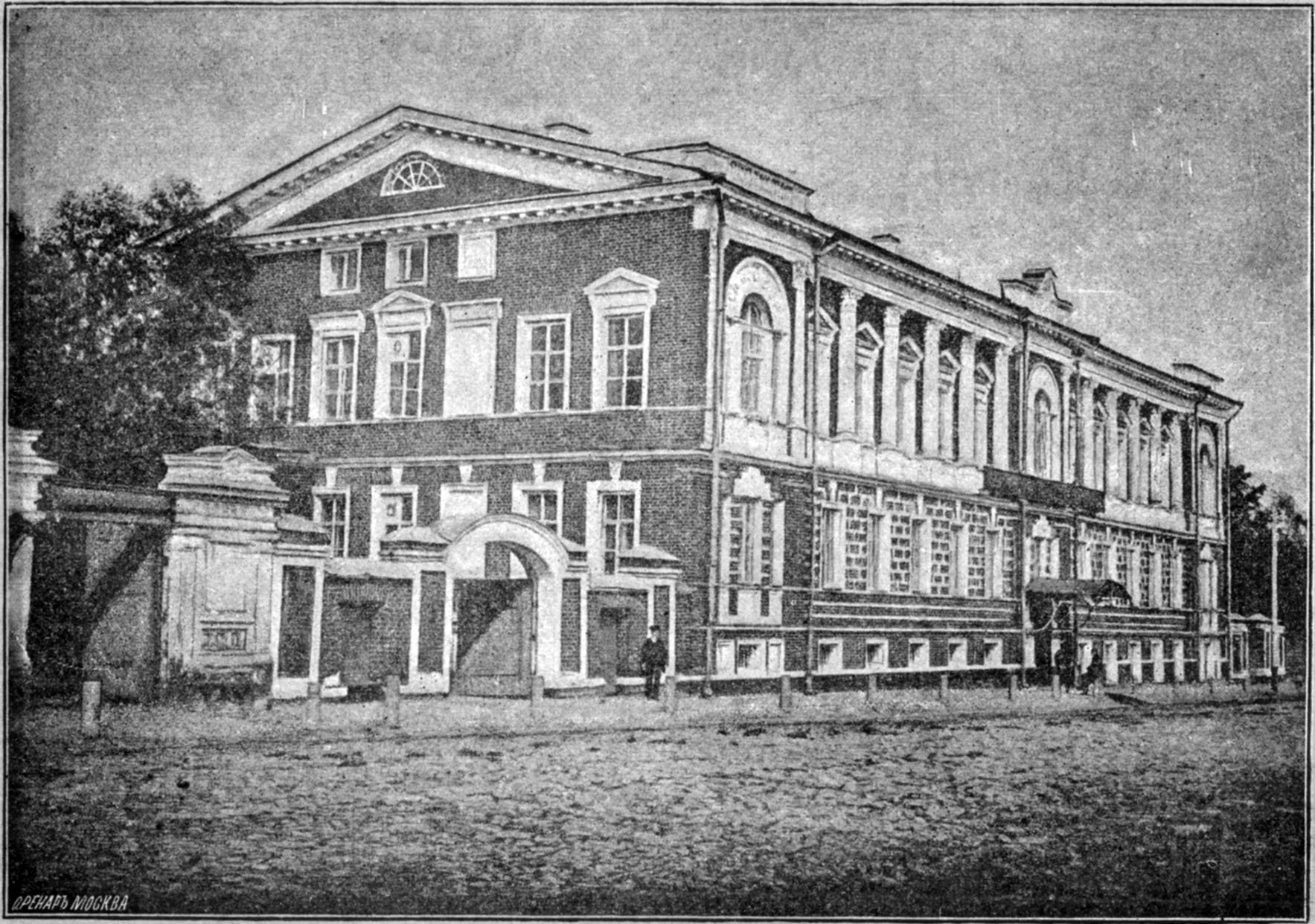
Мариинская женская гимназия. 1896 год.

11 декабря 1842 года на собрании нижегородского дворянства принято решение учредить в Нижнем Новгороде женский институт. Пока для учреждения искали участок, разрабатывали проект и вели строительство, занятия проходили в арендованном у наследников московского купца Афанасия Рычина двухэтажном каменном доме на Ильинской улице.
Здание института было построено в 1858 году, и на следующий год классы были переведены в новое строение. В старом здании открыли Мариинскую женскую гимназию, а в 1866 году дом Рычиных был куплен в её полную собственность. В гимназии обучалось более 400 девочек. На их содержание расходовалось ежегодно до 22 тысяч рублей.
Дом Афанасия Демидовича Рычина построен после пожара 1839 года на Ильинке, по проекту Г. И. Кизеветтера. Купец вскоре умер, и его наследники, испытывая финансовые трудности, в 1852 году стали сдавать дом внаём женскому институту.
Н. И. Храмцовский писал, что в архитектуре дома фантазия «Кизеветтера соединила величавость размеров с бесчисленным множеством хитро придуманных орнаментов». На художественное решение фасада повлияла архитектура ранее спроектированного Кизеветтером дома Н. Щепетовой в Благовещенской слободе: первый этаж получил квадровую рустовку, в оконных простенках второго этажа помещены приставные колонны сложного ордера. Слабо выступающие боковые ризалиты украшены трёхсоставными окнами с балясинами и ширинками под ними и плоскими аттиками.
Число учащихся в гимназии постепенно росло (в начале XX века в 18 классах училось 750 девочек). Разрабатывались проекты расширения старого здания. Проект пристройки к дому аналогичного блока был разработан, предположительно, Л. В. Далем и утверждён 4 августа 1872 года. В связи с отъездом академика из Нижнего Новгорода, строительство приостановилось. Проект реализован Е. А. Татариным в 1901 году, когда сообщалось, что «открыта трёхэтажная пристройка к зданию Мариинской женской гимназии… произведено и переустройство старого здания».
В советский период здание было надстроено двумя этажами, в нём был размещён один из корпусов Нижегородского государственного архитектурно-строительного университета (ННГАСУ).